# 양자 맥놀이
물리학에서 양자 맥놀이(quantum beats) 현상은 준고전이론으로는 설명되지 않지만 양자적 계산, 특히 QED에 의해서 설명되는 간단한 예이다. 준고전이론에 따르면 V형과 {\displaystyle \Lambda }형 원자에서 모두 간섭 혹은 맥놀이가 나타난다. 그러나 QED 계산에서는 V형 원자에는 맥놀이가 있지만 {\displaystyle \Lambda }형 원자에는 없다. 이것은 QED의 좋은 증거이기도 하다.

## V형 원자와Λ{\displaystyle \Lambda }형 원자
Quantum Optics에 있는 그림이 정확하게 두가지 원자에 대해서 설명한다.
간단히 말하면, V형 원자는 {\displaystyle |a\rangle }, {\displaystyle |b\rangle } 그리고 {\displaystyle |c\rangle }의 세가지 상태를 갖는다. {\displaystyle |a\rangle }와 {\displaystyle |b\rangle }의 에너지가 {\displaystyle |c\rangle }의 에너지보다 크다. 전자들은 {\displaystyle |a\rangle }와 {\displaystyle |b\rangle }에 있다가 {\displaystyle |c\rangle }로 붕괴하며, 두가지 방출이 일어난다.
{\displaystyle \Lambda }형 원자에도 {\displaystyle |a\rangle }, {\displaystyle |b\rangle } 그리고 {\displaystyle |c\rangle }의 세가지 상태가 있다. 하지만 이 경우에는 {\displaystyle |a\rangle }의 에너지가 가장 크며, 여기에 있던 두 전자가 각각 {\displaystyle |b\rangle }와 {\displaystyle |c\rangle }로 붕괴한다. 그 때에는 역시 두가지 방출이 일어난다.

아래의 모든 유도 과정은 Quantum Optics의 내용을 따랐다.

## 준고전이론의 계산
준고전적인 관점에서, 전자의 상태 벡터는 아래와 같다.
{\displaystyle |\psi (t)\rangle =c_{a}exp(-i\omega _{a}t)|a\rangle +c_{b}exp(-i\omega _{b}t)|b\rangle +c_{c}exp(-i\omega _{c}t)|c\rangle }
만약 사라지지 않는 쌍극자 행렬의 원소가 다음과 같이 나타나진다면,
{\displaystyle {\mathcal {P}}_{ac}=e\langle a|r|c\rangle ,{\mathcal {P}}_{bc}=e\langle b|r|c\rangle } (V형 원자)
{\displaystyle {\mathcal {P}}_{ab}=e\langle a|r|b\rangle ,{\mathcal {P}}_{ac}=e\langle a|r|c\rangle } ({\displaystyle \Lambda }형 원자)
각 원자들은 두개의 미시적인 진동 쌍극자를 갖는다.
{\displaystyle P(t)={\mathcal {P}}_{ac}(c_{a}^{*}c_{c})exp(i\nu _{1}t)+{\mathcal {P}}_{bc}(c_{b}^{*}c_{c})exp(i\nu _{w}t)+c.c.} for V-type, when {\displaystyle \nu _{1}=\omega _{a}-\omega _{c},\nu _{2}=\omega _{b}-\omega _{c}},
{\displaystyle P(t)={\mathcal {P}}_{ab}(c_{a}^{*}c_{b})exp(i\nu _{1}t)+{\mathcal {P}}_{ac}(c_{a}^{*}c_{c})exp(i\nu _{w}t)+c.c.} for {\displaystyle \Lambda }-type, when {\displaystyle \nu _{1}=\omega _{a}-\omega _{b},\nu _{2}=\omega _{a}-\omega _{c}}.
준고전적인 관점에서, 방출되는 전기마당은 두 항의 합이 되므로,
{\displaystyle E^{(+)}={\mathcal {E}}_{1}exp(-i\nu _{1}t)+{\mathcal {E}}_{2}exp(-i\nu _{2}t)},
간섭 혹은 맥놀이에 해당하는 항이 존재하는 것을 알 수 있다.
{\displaystyle |E^{(+)}|^{2}=|{\mathcal {E}}_{1}|^{2}+|{\mathcal {E}}_{2}|^{2}+\lbrace {\mathcal {E}}_{1}^{*}{\mathcal {E}}_{2}exp\lbrack i(\nu _{1}-\nu _{2})t\rbrack +c.c.\rbrace }.

## QED의 계산
QED 계산을 위해서 우리는 양자 역학 2차 양자화의 생성 연산자와 소멸 연산자를 도입해야만 한다.
{\displaystyle E_{n}^{(+)}=a_{n}exp(-i\nu _{n}t)}를 생성 연산자로,
{\displaystyle E_{n}^{(-)}=a_{n}^{\dagger }exp(i\nu _{n}t)}을 소멸 연산자로 생각하자.
이 때 맥놀이 부분은 아래와 같다.
{\displaystyle \langle \psi _{V}(t)|E_{1}^{(-)}(t)E_{2}^{(+)}(t)|\psi _{V}(t)\rangle } (V형)
{\displaystyle \langle \psi _{\Lambda }(t)|E_{1}^{(-)}(t)E_{2}^{(+)}(t)|\psi _{\Lambda }(t)\rangle } ({\displaystyle \Lambda }형)
또한 각각의 상태 벡터는 아래와 같다.
{\displaystyle |\psi _{V}(t)\rangle =\sum _{i=a,b,c}c_{i}|i,0\rangle +c_{1}|c,1_{\nu _{1}}\rangle +c_{2}|c,1_{\nu _{2}}\rangle }
{\displaystyle |\psi _{\Lambda }(t)\rangle =\sum _{i=a,b,c}c_{i}'|i,0\rangle +c_{1}'|b,1_{\nu _{1}}\rangle +c_{2}'|c,1_{\nu _{2}}\rangle }
그렇다면 결국 맥놀이에 관한 항은 아래와 같이 정리된다.
{\displaystyle \langle \psi _{V}(t)|E_{1}^{(-)}(t)E_{2}^{(+)}(t)|\psi _{V}(t)\rangle =\kappa \langle 1_{\nu _{1}}0_{\nu _{2}}|a_{1}^{\dagger }a_{2}|0_{\nu _{1}}1_{\nu _{2}}\rangle exp\lbrack i(\nu _{1}-\nu _{2})t\rbrack \langle c|c\rangle =\kappa exp\lbrack i(\nu _{1}-\nu _{2})t\rbrack \langle c|c\rangle } (V형)
{\displaystyle \langle \psi _{\Lambda }(t)|E_{1}^{(-)}(t)E_{2}^{(+)}(t)|\psi _{\Lambda }(t)\rangle =\kappa '\langle 1_{\nu _{1}}0_{\nu _{2}}|a_{1}^{\dagger }a_{2}|0_{\nu _{1}}1_{\nu _{2}}\rangle exp\lbrack i(\nu _{1}-\nu _{2})t\rbrack \langle b|c\rangle =\kappa 'exp\lbrack i(\nu _{1}-\nu _{2})t\rbrack \langle b|c\rangle } ({\displaystyle \Lambda }형)
그러나 고유함수의 직교성에 따라 {\displaystyle \langle c|c\rangle =1}와 {\displaystyle \langle b|c\rangle =o}이 된다.
따라서 V형 원자에는 맥놀이 항이 있지만, {\displaystyle \Lambda }형 원자에는 없다.

## 결론
결론적으로, V형 원자에는 양자 맥놀이가 있지만 {\displaystyle \Lambda }형 원자에는 없다. 이러한 차이는 양자 역학적인 불확정성에 기인한다. V형 원자는 두가지 떨기수를 통해 붕괴하는데, 그 두가지 전이가 같은 상태를 향해 이루어짐으로써 우리는 어떤 것이 어떤 길을 따라 왔는지 정할 수 없다. 그러나 {\displaystyle \Lambda }형 원자는 역시 두가지 떨기수를 통해 붕괴하지만 서로 다른 상태로 붕괴하기 때문에 어떤 길을 따라 왔는지 알 수 있다.
자연에서는 양자 역학의 가장 기본적인 원리인 불확정성의 원리를 포함한 QED의 계산이 맞는다. 양자 맥놀이 현상은 준고전적인 이론이 설명하지 못하면서 QED로는 설명되는 좋은 예이다.

## 같이 보기
- 양자 전기역학
- 이중슬릿 실험